# クリストファ・グラゼル
クリストファ・グラゼル（Christopher Glaser、生没年不明、生年は1615年または1628年、没年は1672年か1678年）はスイス､バーゼル生まれでフランスで働いた17世紀の薬学者、化学者である。著書『化学概論』Traite de la chymie (Paris, 1663年出版)で知られる。
バーゼルで生まれた。修行時代についてはほとんど知られていないがバーゼルで医学を学び、著書にはトランシルバニアやハンガリーを訪れたことがあることを示している。1658年にパリに薬局を開き、1660年から1672年の間、パリ植物園で働いた。ルイ14世とオルレアン公爵付の薬剤師を務めた。化学や調薬法を書いた著書 Traite de la chymieで知られ、この著書は25年にわたり10版を重ね、ドイツ語や英語に翻訳された。
ド・ブランヴィリエ侯爵夫人の毒殺事件の共犯者であるとされてきたが、きわめて疑わしい説である。
グラゼルが薬として用いた硫酸カリウムが sal polychrestum Glaseriと呼ばれたほか、硫酸カリウムの原料となる鉱物K3Na(SO4)2(Glaserite)に命名された。